# Horseshoe Bay (Saskatchewan)
Horseshoe Bay est un hameau situé dans la province Saskatchewan, au Canada. 
Répertorié comme lieu désigné par Statistique Canada, le hameau comptait 62 habitants au recensement de 2006 du Canada.